# Khash rud (vattendrag)
Khash rud (persiska: خاش‌رود), eller endast Khash (خاش‌), är ett vattendrag i sydvästra Afghanistan. Vid tillräckligt stort flöde når den fram till och mynnar i den östra delen av Hamunsjön, ett sjö- och våtmarksområde på gränsen mot Iran.